# Por (canción)
"Por" es una canción compuesta por el músico argentino Luis Alberto Spinetta con la colaboración de Patricia Salazar. La canción se encuentra como la tercera pista en el álbum Artaud (1973) de Spinetta, bajo el nombre de Pescado Rabioso, y que ha sido considerado el mejor álbum de la historia del rock argentino.
Luis Alberto Spinetta canta la canción acompañado de una guitarra de doce cuerdas que ejecuta.

## Contexto
El álbum Artaud fue compuesto por Spinetta en el segundo semestre de 1973, inspirándose en la obra del poeta y dramaturgo surrealista Antonin Artaud, especialmente en sus obras Heliogábalo o el anarquista coronado (1934) y Van Gogh, el suicidado por la sociedad (1947). Spinetta se siente impactado por la tragedia y el sufrimiento, pero a la vez por la riqueza interior, de esos personajes vulnerables, alienados y marginados, como Artaud, el creador del teatro de la crueldad que inauguró el teatro moderno y fue encerrado en los manicomios franceses; Heliogábalo, el emperador transgénero anarquista descuartizado cuando tenía solo 18 años; y Vincent Van Gogh, el genial pintor suicidado por una sociedad que no toleraba su visión del mundo.
El disco fue concebido en un momento crucial de la historia sudamericana, de alta violencia política, en el que comenzaban a instalarse dictaduras cívico-militares, coordinadas entre sí por medio del Plan Cóndor y apoyadas por Estados Unidos, que anularían completamente la vigencia de los derechos humanos durante dos décadas. El músico relacionaba ese momento del país, con la desesperación que transmitía la obra de Artaud y el nihilismo del rock expresado en las drogas y la "promiscuidad sin sentido", y lo sentía incompatible con su propia visión del rock y de la vida, expresada en el Manifiesto cuyo título toma de la evaluación que Artaud hace de Van Gogh, "Rock: música dura, la suicidada por la sociedad", y que Spinetta publica simultáneamente con el disco. En su Manifiesto Spinetta denuncia la "profesionalidad" y el "negocio del rock", "porque en esa profesionalidad se establece un juego que contradice la liberación, que pudre el instinto". Spinetta expone aquí la necesidad de preservar una visión dura de la realidad, que es la esencia del rock, y dar a la vez una respuesta basada en el amor:

Quien lo haya leído (a Artaud) no puede evadirse de una cuota de desesperación. Para él la respuesta del hombre es la locura; para Lennon es el amor. Yo creo más en el encuentro de la perfección y la felicidad a través de la supresión del dolor que mediante la locura y el sufrimiento. Creo que sólo si nos preocupamos por sanear el alma vamos a evitar distorsiones sociales y comportamientos fascistas, doctrinas injustas y totalitarismos, políticas absurdas y guerras deplorables. La única forma de hacer subir el peso es con amor.
Luis Alberto Spinetta

## La canción
"Por" es la tercera pista del álbum Artaud. Se trata de un tema acústico lento. 
El título se refiere a la preposición "por", en una letra integrada por una lista de sustantivos sin organización gramatical, con excepción de la palabra con la que termina, justamente la preposición "por", que eligieron el propio Spinetta y Patricia Salazar, con quien el músico formó pareja ese año y con quien se casaría y tendría cuatro hijos.
Se trata de una creación abiertamente surrealista, influida por el juego del cadáver exquisito que caracterizó al movimiento surrealista—del que Artaud fue una de sus figuras, que busca realizar obras grupales en las que el ego del artista se posterga—cuestión central en toda la obra de Spinetta, sin la presión de la coherencia y el significado, para dar prioridad a lo accidental, lo aleatorio y lo intuitivo.
Eduardo Berti, en su libro Conversaciones e iluminaciones, registra el siguiente diálogo con Spinetta a propósito de la canción:

- EB: Creo que la letra de "Por" es una de las más atípicas que hayas escrito en toda tu carrera. Un lingüista diría que es la ruptura del sintagma.
- Spinetta: Claro, son palabras sueltas. "Árbol, hoja, salto, luz, aproximación".
- EB: ¿El orden de esas palabras posee alguna lógica oculta?
- Spinetta: Es una lógica medio surrealista. Esa canción la hicimos con Patricia, mi actual mujer (y madre de sus tres hijos), una tarde, en la vieja casa de Arribeños. Como la música ya estaba escrita sólo fue cuestión de que las palabras entraran justo en la métrica. "Gesticulador", por ejemplo, está puesto para que entrara a medida."
Luis Alberto Spinetta

El crítico musical Claudio Kleinman, en un artículo en la revista Rolling Stone, describe del siguiente modo sus impresiones sobre la canción:

"POR". Aquí la sonoridad de la guitarra acústica de doce cuerdas de Spinetta evoca la de "Muchacha (ojos de papel)" de Almendra, pero la letra es una de las experimentaciones semánticas más arrojadas (y exitosas artísticamente) de las emprendidas por el cantante en toda su carrera. Retomando los experimentos de los surrealistas con la sonoridad del lenguaje, Luis va acomodando las palabras teniendo en cuenta sólo su sonido y duración (independientemente del significado) en función de que se adapten a una melodía exquisita, de esas que sólo podían salir de su imaginación.
Claudio Kleinman

La canción "Alas de la mañana", cuya música compuso Spinetta y cuya letra escribió Pedro Aznar, contiene un homenaje a "Por":

Labios, sed, cautividad,
mar, vendimia, gravedad,
presagios de cielo.

Sal, topacio, voracidad,
almizcle, vaivén, andanada vergel,
turbulencia, aguamiel.